# کولتون، استافوردشر
کولتون (به انگلیسی: Colton) یک روستا و محله مدنی در بریتانیا است که در لیچفیلد واقع شده‌است. کولتون ۶۷۱ نفر جمعیت دارد.